# Episodi di The Bridge - La serie originale (seconda stagione)
La seconda stagione di The Bridge - La serie originale è andata in onda per la prima volta in Svezia sul canale SVT1 dal 22 settembre 2013 al 24 novembre 2013.
In Italia la stagione è andata in onda sul canale satellitare Sky Atlantic dal 13 novembre 2015 al 2 gennaio 2016. In chiaro è stata trasmessa in prima visione nella Svizzera italiana su RSI LA1 dal 27 marzo 2016.
| nº          | Prima TV Svezia   | Prima TV Italia  |
| ----------- | ----------------- | ---------------- |
| Episodio 1  | 22 settembre 2013 | 13 novembre 2015 |
| Episodio 2  | 29 settembre 2013 | 20 novembre 2015 |
| Episodio 3  | 6 ottobre 2013    | 27 novembre 2015 |
| Episodio 4  | 13 ottobre 2013   | 5 dicembre 2015  |
| Episodio 5  | 20 ottobre 2013   | 12 dicembre 2015 |
| Episodio 6  | 27 ottobre 2013   | 19 dicembre 2015 |
| Episodio 7  | 3 novembre 2013   | 26 dicembre 2015 |
| Episodio 8  | 10 novembre 2013  | 26 dicembre 2015 |
| Episodio 9  | 17 novembre 2013  | 2 gennaio 2016   |
| Episodio 10 | 24 novembre 2013  | 2 gennaio 2016   |